# Cargo (economía)
Cargo es la acción mediante la cual las diferentes entidades como los bancos, cobran por el uso de determinado servicio que el cliente ha usado (diferentes transacciones), se suele asentar un débito en una cuenta determinada, de acuerdo al costo que este tenga y el uso que le haya dado el usuario. Esto implica un gasto adjudicado a una cuenta específica.